# Colegio Mayor de Cuenca (Salamanca)
El Colegio Mayor de Cuenca era uno de los seis colegios mayores españoles clásicos, y uno de los cuatro de Salamanca (el segundo por antigüedad, tras el de San Bartolomé).

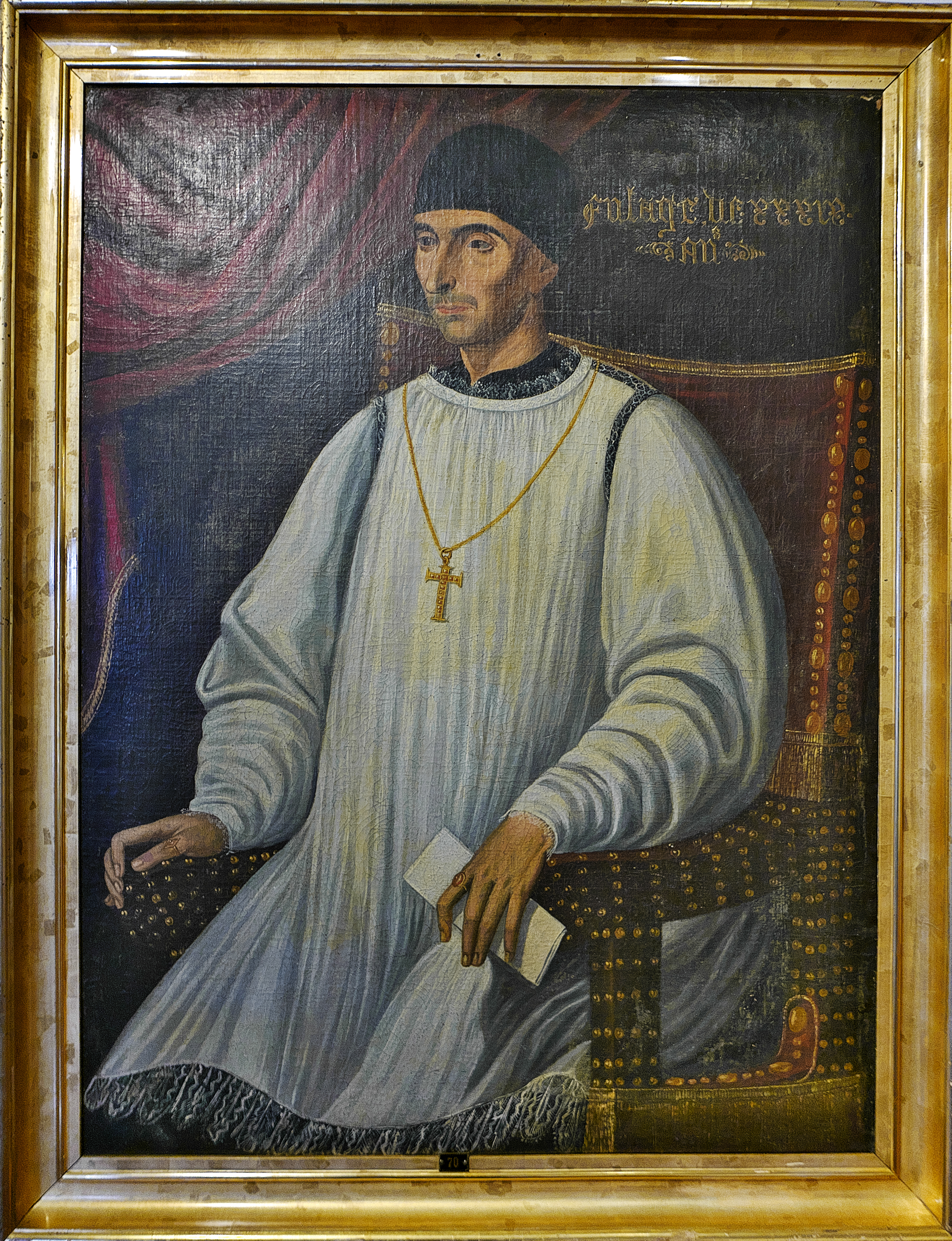
Retrato de Diego Ramírez de Villaescusa de Haro

## Historia
Fundado en 1500 por el obispo de Málaga, Diego Ramírez de Fuenleal (o de Villaescusa) (1459-1537), natural de Villaescusa de Haro, Cuenca, y antiguo colegial del San Bartolomé de Salamanca. El obispo quería crear una universidad en su ciudad, Cuenca, pero el cardenal Cisneros, que estaba creando la Universidad de Alcalá de Henares, lo convenció de que no debía de haber dos universidades tan próximas. Probablemente ofendido, el obispo decidió enviar a los estudiantes conquenses a la universidad salmantina.
Tenía la misma advocación que el colegio del arzobispo Fonseca, es decir, Colegio Mayor de Santiago el Zebedeo, por lo que para distinguirlos, ambos la perdieron, quedando este como colegio de Cuenca y el otro como del arzobispo o de Fonseca.

## Edificio
El edificio se construyó en el siglo XVI y fue destruido hacia 1810 por los franceses, al igual que muchos edificios universitarios y religiosos, para construir las defensas de Salamanca ante la amenaza del ejército aliado, mandado por lord Wellington. La capilla del Colegio fue realizada en 1697 por José Benito Churriguera.

## Actualidad
Desde el año 2001 existe la Residencia Universitaria Colegio de Cuenca Archivado el 10 de mayo de 2011 en Wayback Machine., ubicada en el Campus Miguel de Unamuno de Salamanca.